# Pare llop
El Pare Llop, també conegut com Encortador de llops, és un espantacriatures de la cultura popular de Catalunya i del País Valencià.
En la cultura popular catalana es coneix com a Pare Llop un home que ha adquirit poder sobre els llops, els quals l'obeïen com a llur rei. Els pastors i ramaders que estaven en bones relacions amb ell, eren respectats pels llops, però els qui no hi volien tractes amistosos es veien acomesos per aquests animals. En dies de grans freds o tempestes, baixa als poblats a demanar una mica de menjar. No convé negar-li res, car pot fer que els llops ataquin els ramats o que els respectin. Un ric pagès de la Terra Ferma no va tornar a prosperar fins que feu les paus amb el Pare llop.
És una llegenda semblant a la de l'home del sac, un home vell que segresta criatures. Algunes variants esmenten que té la capacitat de convertir-se en llop, o que es vesteix amb pells d'aquest animal. També és conegut com el Puto vell variant arreplegada a la localitat de Benifato. La seua història és la mateixa que la de Les set germanes.
En la cultura i tradició occitanes, l'equivalent del Pare llop seria la figura del lobatièr.